# 山口組四代目跡目問題
山口組四代目跡目問題（やまぐちぐみよんだいめあとめもんだい）とは、昭和57年（1982年）2月4日から昭和59年（1984年）6月5日午後3時まで続いた、「四代目山口組組長を誰にするのか」という問題。山口組内部で、竹中正久を支持するグループと山本広を支持するグループが対立した。

## 山口組四代目跡目問題の経緯

### 山本健一若頭死去→山本広組長代行・竹中正久若頭就任へ
昭和57年（1982年）2月4日、山口組若頭・山本健一が、大阪府大阪市生野区巽南の今里胃腸病院で肝硬変と腎不全を併発して死去。前年7月23日に田岡一雄（三代目山口組組長）が死去し、後継者として最有力と思われていた山本健一も死去したことで、後継の組長の人選をめぐり以後山口組内は大揉めとなる。
山本健一の山口組組葬は、4月27日に田岡邸の隣で行なわれた。施主は田岡三代目組長の未亡人である田岡文子、葬儀執行委員長は山口組筆頭若頭補佐・山広組・山本広組長（後の一和会会長）、葬儀執行副委員長は小田秀組・小田秀臣組長、中西組・中西一男組長（後の四代目山口組組長代行）、竹中組・竹中正久組長（後の四代目山口組組長）、益田組・益田芳夫組長（後の益田佳於）、加茂田組・加茂田重政組長（後の一和会副会長兼理事長）、豪友会・中山勝正会長（後の四代目山口組若頭）、溝橋組・溝橋正夫組長の7人がそれぞれ務めた。葬儀出席者は900人だった。
葬儀を済ませた後に田岡文子は、山本広に山口組若頭就任を要請したが、山本広はこれを断り組長代行就任を希望。6月5日付で組長代行に就任した。また、小田が中山勝正を山口組四代目に推したが、これも中山勝正が断ったため以降小田は山本広を推すことになる。その一方で田岡文子は、竹中正久に若頭就任を要請。当初、竹中は若頭就任を辞退し中山を若頭に推薦したものの、他の直系組長が中山の若頭就任に反対したため中山勝正の若頭就任は見送られた。そこで再度田岡文子が竹中に若頭就任を要請し、竹中から承諾を取り付ける。しかし、溝橋が「組長代行だけを置き、若頭は決める必要はない」と主張したことから、結局竹中は若頭就任を止めるばかりか幹部会への出席をも拒否。14日には山本広が電話で竹中に若頭就任を説得するものの、竹中はこれも拒否。山本広は田岡文子に相談し、田岡文子から竹中正久に電話をして田岡邸で話し合うことを決めた。竹中は、二代目細田組・細田利明組長とともに田岡邸に赴き、田岡文子との話し合いの上、6月15日午前3時に若頭就任を再度承諾する。15日の午後1時に田岡邸で山口組臨時幹部会が開かれ、山本広・小田・中西・竹中・中山・溝橋が出席、竹中の若頭就任が了承された。

### 四代目組長をめぐって
昭和57年（1982年）6月27日に湊芳治（湊組組長）・中川猪三郎（中川組組長）・中井啓一（中井組組長）ら舎弟会のメンバーが、山本広の山口組四代目襲名を要望。だが、これに竹中らが反対、7月5日の山口組直系組長会でも「山口組運営は、山本広組長代行と、新たに組長代行補佐を決めれば十分で、若頭を決める必要はない」との意見が出され、会は紛糾した。
そんな最中の8月1日、山口組幹部会で山本広が山口組四代目就任に意欲を示すが、竹中がこれに反対。更に、細田・矢嶋長次（森川組組長）・宅見勝（宅見組組長）・桂木正夫（一心会会長）・近松博好（近松組組長）・石川尚（名神会会長）・織田譲二（織田組組長、本名は伊藤豊彦）の7人も竹中に同調した。15日に田岡邸の隣で開かれた盆の集まりでは、山本広を推す佐々木組・佐々木道雄組長（後の一和会幹事長）と竹中が山口組四代目の人選で口論となり、夜に幹部や直系組長30人が神戸港から船に乗って灯篭流しを行った際に、竹中は山本広の四代目就任に反対することを公言。竹中と山本広の対立がここに表面化する。
しかし、確定申告の締切日である3月15日に、昭和55年（1980年）3月上旬と中旬に竹中組で開かれた賭博でのテラ銭1億5000万円などを兵庫県警が竹中正久の所得と認定、これを大阪国税局に課税通報したことにより、8月25日に竹中と内妻の中山きよみが所得税法違反容疑で指名手配され、竹中組事務所など40箇所が捜索された。この捜索で竹中の実弟で竹中組組員・竹中武が脱税の共謀容疑で逮捕、竹中本人も翌26日午後3時頃に細田に付き添われて神戸地方検察庁に出頭し、所得税法違反容疑で逮捕された。だが竹中本人は、7月中旬に「近々、神戸地方検察庁が証拠を固めて、脱税容疑で逮捕に来る」という情報を入手し、8月中旬に田岡文子から「竹中正久の勾留中には、山口組四代目を決定しない」という確約を取り付けていた。
その一方で山本広は、三木好美（三木組組長）や湊・中川・中井ら舎弟会の面々に根回しをして自身の山口組四代目就任への内諾を取り付け、9月5日の山口組直系組長会で四代目に立候補。承認を求めるも、細田・宅見・大石誉夫（大石組組長）・益田啓助（益田（啓）組組長）らの反対に遭う。このため山口組本部長・小田秀臣が、直系組長会を9月15日に再開すると宣言した。しかし、9月11日に「三代目山口組を守る同志会」名で山本広と彼を支援する組長を批判するファクスが山本広を支援する直系組長宛に送られ、この煽りを受けて山本広は、15日の直系組長会で四代目への立候補を取り下げざるを得なくなる。
所得税法違反容疑で逮捕された竹中は、9月16日に1億9439万円を脱税したとして起訴。神戸拘置所は竹中に対して接見禁止とし、翌昭和58年（1983年）6月21日に保釈。石川・細田・中村憲逸（中村組組長）・小野新治（小野組組長）が出迎え、翌22日には湊が放免祝いに姫路市の竹中組事務所を訪問。そこで竹中・湊の両者は山本広のことを話し合い、竹中は山本広を山口組四代目に推せない理由を述べている。これを受けて湊は竹中の意見に同意、舎弟会に竹中の意見を伝えた。中川・三木は竹中に同調したものの、中井は山本広を支持する姿勢を崩さなかった。
23日には小西音松（小西一家組長）・大平一雄（大平組組長、本名は松浦一雄）・白神英雄（白神組組長、後の一和会常任顧問）も、放免祝いとして姫路市の竹中組事務所を訪問。小西らは、山本広を山口組四代目に就けるように竹中を説得したが、竹中の意思は変わらなかった。ただ、前年昭和57年（1982年）12月に竹中組組員が小西一家本部事務所に銃弾を撃ち込んだ件については、責任を取る形で8月1日に自ら謹慎を申し出ている。
9月に入ると、益田・大平・尾崎彰春（心腹会会長）も竹中正久支持に回り、この段階で山本広支持の直系組長は25人・竹中正久支持の直系組長は40人となる。残り25人の直系組長が中立ないし態度未定だったため、同じ月に旧田岡邸で中山の呼びかけにより、竹中・中山・益田・尾崎・矢嶋・岸本・宅見・渡辺芳則（二代目山健組組長、後の五代目山口組組長）ら10数名の竹中正久支持派が集結。山本広支持派も、年が改まった昭和59年（1984年）5月22日に神戸市三宮の「珍味亭」で、加茂田・佐々木・北山悟（北山組組長、一和会風紀委員長）らが会合を持ち、意志を確認し合った。

### 竹中四代目へ
昭和59年（1984年）5月25日、加茂田重政は関西労災病院に入院中の田岡文子に呼ばれ、山口組四代目選考に関して竹中を支持するように頼まれたが、加茂田は拒否。27日には山本広も田岡文子に呼ばれ、田岡文子から竹中を山口組四代目に就けるように頼まれたが、山本広も拒否している。
その一方で小田は5月末に、山口組四代目の跡目問題に関して宅見に面談を申し込んだものの、宅見は小田との面談を色々理由をつけて避けてしまう。6月1日には、小田が稲川聖城（稲川会会長、本名は稲川角二）と会い、竹中の山口組四代目就任を止めようとしたものの、稲川は山口組四代目跡目問題への介入を拒絶。田岡文子が3日に関西労災病院を退院すると稲川が退院祝いに駆けつけ、田岡文子からの竹中正久山口組四代目の後見役としての依頼を快諾する。
6月5日午後3時の山口組直系組長会で、竹中は山口組四代目組長就任の挨拶をした。この組長会に出席したのは直系組長96人中46人と、田岡一雄の舎弟2人。これに対し、山本広を支持する直系組長は欠席し、大阪市東区の松美会（会長は松本勝美）事務所で山本広・加茂田・佐々木・溝橋・北山・松本・小田秀臣ら約20人が、在阪のマスコミ各社を呼んで記者会見を開催。竹中正久の山口組四代目就任への反対を表明し、翌6日には山口組の山菱の代紋を組事務所から外した。13日には山本広・加茂田・佐々木らは、山本広を会長に据えて「一和会」を結成、山口組と完全に袂を分かった。